# Juanita Larrauri
Juanita Larrauri de Abramí, més coneguda com Juanita Larrauri (ciutat de Buenos Aires, 12 de Març de 1910 - ciutat de Buenos Aires, 21 de febrer de 1990) va ser una dirigent política peronista i cantant de tango argentina. Va ser escollida dues vegades senadora nacional i, en el seu últim mandat, enderrocada per un cop d'Estat. Entre els temes musicals interpretats per Juanita Larrauri es destaquen Mama...¡yo quiero un novio! i Evita capitana.

## Biografia
Va néixer en el barri de Floresta de la Ciutat de Buenos Aires, el 12 de març de 1910. Va debutar com a cantora de tango en 1931. Amb el sorgiment del peronisme en la dècada de 1940, va postergar la seva carrera artística en favor de l'activitat política. En 1949, es va casar amb el pianista i director d'orquestra Francisco Rotundo. Va morir a Buenos Aires el 21 de febrer de 1990, als 79 anys d'edat.

### Carrera artística
S'inicia en 1931 cantant en LR3 Ràdio Nacional (després canviada de nom com a Radi Belgrano). Des de llavors, comença a realitzar presentacions radials de manera habitual. En 1936 es consagra com a cantant popular de Radio del Pueblo i grava el seu primer disc per al segell Odèon, interpretant el tango Càstigo, de Juan Canaro i Luis Rubistein, i el vals Sueño fue, de Juan Canaro i Jesús Fernández Blanco.
La seva carrera artística va arribar a una pausa en arribar el peronisme al poder, en la dècada de 1940, però així i tot es va destacar a l'ésser la intèrpret en 1952, de la cançó Evita capitana -himne femení del peronisme- de Rodolfo Sciamarella. En 1972, va gravar un àlbum titulat Canto para mi pueblo, que recull la majoria dels seus èxits.
És autora del tango La piba de mano a mano, juntament amb Tití Rossi.

### Activitat política
Amb el sorgiment del peronisme entre 1943-1945 i el triomf de Juan D. Perón en les eleccions presidencials de 1946, Larrauri va adherir al justicialisme i va dedicar els seus esforços a l'activitat política, integrant el grup de dones que, liderades per Eva Perón, van impulsar la sanció de la llei del vot femení, aprovada finalment en 1947 per llei 13.010.
Més tard, va formar part de la conducció nacional del Partit Peronista Femení, presidit per Eva Perón en Entre Ríos, juntament amb Águeda Barro, Dora Gaeta, María Rosa Calviño, Amparo Pérez i Dèlia Parodi.
En les eleccions de 1951, Larrauri va ser elegida senadora nacional per la província d'Entre Ríos, formant part del primer grup de senadores que va ingressar al Congrés de la Nació Argentina. El seu mandat va ser de tres anys (1952-1955), per l'entrada en vigència de la reforma constitucional argentina de 1949 que establia que els senadors duraven sis anys i eren reelegibles; però que la Cambra Alta es renovaria per meitat cada tres anys, decidint-se a través d'un sorteig qui havien de finalitzar el seu mandat en el primer trienni.
En 1951, també va cantar el tema "Evita Capitana", que va ser adoptat com l'himne femení peronista. El tema va ser originalment gravat amb l'acompanyament de l'Orquestra de la A.P.O., dirigida per Domingo Marafiotti, i el Cor de la Societat, dirigit per Héctor Artola. En 1952, va ser designada president de la Comissió per al Monument a Eva Perón creada per la Llei 14.124.
Després d'ocupar el càrrec de senadora per tres anys, Larrauri va ser novament electa i a l'abril de 1955 va assumir el seu segon mandat, però va ser enderrocada junt tots els representants democràtics pel cop d'estat del 16 de setembre de 1955 i empresonada pel govern de facto de Pedro Eugenio Aramburu.
Durant el període de proscripció del peronisme, entre 1955 i 1972, es va convertir en una de les principals dirigents de la branca femenina del moviment conegut com la "Resistència Peronista". Quan el Partit Justicialista va tornar a ser legalitzat el 1972, va integrar el Consell Superior d'aquest, en representació de la Branca Femenina del moviment. En el si del mateix va adoptar una posició contrària a la conducció de Jorge Daniel Paladino. En 1972 va integrar la delegació que va acompanyar a Juan D. Perón en el seu retorn a l'Argentina.
En diferent bibliografia històrica, se sosté que el 1973 Juanita va tornar a ser electa senadora nacional. Tanmateix, altres fonts afirmen que això no va ser així, ja que aquesta dada no figura en el llibre de matrícula del Senat de la Nació, a diferència dels seus mandats de 1952 i 1955.

## Discografia
- Canto para mi pueblo, 1972.